# روابط جنسی در زندان
روابط جنسی در زندان به بررسی روابط عاشقانه و جنسی میان زندانیان با یکدیگر یا زندانیان با کارکنان زندان می‌پردازد. از آنجا که زندانیان در بیش‌تر زندان‌ها تفکیک جنسیتی می‌شوند، بیش‌تر روابط جنسی آن‌ها با هم‌جنس خودشان صورت می‌گیرد. زندانیان، تنها زمانی می‌توانند با جنس مخالف خود رابطه جنسی یا عاشقانه داشته باشند که یا به آن‌ها اجازه داده شود که با شریک جنسیشان در هنگام ملاقات، رابطه داشته باشند (ملاقات زناشویی) یا با کارمندان زندان از جنس مخالف رابطه برقرار کنند.

## روابط زندانی با زندانی
تا سپتامبر ۲۰۱۳، در زندان‌های کشورهای کانادا، بیش‌تر کشورهای اروپا، استرالیا، برزیل، اندونزی، آفریقای جنوبی و ایالت ورمونت آمریکا، کاندم رایگان توزیع می‌شده‌است. به بیان روزنامه تلگراف، روابط جنسی زنان در زندان‌های انگلیس امری «بسیار رایج» است.
طبق گزارش دیدبان حقوق بشر به سال ۲۰۰۱، بردگی جنسی در زندان‌ها نیز اتفاق می‌افتد. همچنین برخی زندانیان در زندان مجبور به تجاوز جنسی برای دیگر زندانیان می‌شوند. برخی مطالعات نشانگر آنند که زندانیان سیاه‌پوست، زندانیان سفیدپوست را در زندان مورد تجاوز قرار می‌دهند.
گاهی زندانی برای ادای دین یا طلبش به زندانی دیگر تن به این‌گونه بردگی جنسی می‌دهد. در این صورت زندانی قربانی، خود را یک برده جنسی به حساب نمی‌آورد. حتی برخی زندانیان که در این‌گونه روابط مغفول هستند، به این باور می‌رسند که یک هم‌جنس‌گرا شده‌اند. موردی وجود دارد که نشانگر این نوع از بردگی است. گفته شده که در زندان، رضایت دادن فرد برای سکس امری واهی است و معنی ندارد.

## روابط زندانی با دیگران
زندان‌های گوناگونی در سراسر جهان به زندانیان اجازه داشتن ملاقات زناشویی با شریک جنسی یا همسرشان را می‌دهند. در این نوع ملاقات که در یک اتاق انفرادی داخل محوطه زندان صورت می‌گیرد، زندانی مجاز است با شریک جنسیش تنها باشد. اجازه این‌گونه ملاقات تنها به زندانیانی داده می‌شود که خوش‌رفتاری کرده باشند. در برخی کشورها، این‌گونه ملاقات تنها با همسر قانونی فرد، مجاز است و در برخی کشورها اجازه همخانگی قانونی نیز به زندانی داده می‌شود.
همچنین ممکن است زندانی با کارمندان زندان رابطه برقرار کند. کارمندان به مدت طولانی با زندانیان وقت می‌گذرانند و این تنها فرصتی است که زندانی می‌تواند شانس سکس با جنس مخالف خود را داشته باشد. از جمله کارمندان می‌توان به مأمورین امنیتی، مربیان، مشاوران و روانشناسان، پزشکان، روحانیان و کارکنان خدماتی و تأسیساتی اشاره کرد.
در تحقیقی که در انگلیس و ولز صورت گرفت، مشخص شد که زندانیان زن در ازای دریافت الکل و سیگار، حاضرند با کارمندان زندان روابط جنسی برقرار کنند.

## مطالعه بیش‌تر
- Hensley, Christopher (editor). Prison Sex: Practice & Policy. Lynne Rienner Publishers, 2002. ISBN 1-58826-087-9, ISBN 978-1-58826-087-1.
- Goodmark, Leigh and Flores, Juanita and Goldscheid, Julie and Ritchie, Andrea and SpearIt, Plenary 2 -- Redefining Gender Violence—Transcripts from Converge! Reimagining the Movement to End Gender Violence (۹ ژوئیه ۲۰۱۵). University of Miami Race & Social Justice Law Review, Vol. 5, p. 289, 2015. Available at SSRN: http://ssrn.com/abstract=2628984